# Стотесбери (Мисури)
Стотесбери (енгл. Stotesbury) град је у америчкој савезној држави Мисури.

## Демографија
По попису из 2010. године број становника је 18, што је 25 (-58,1%) становника мање него 2000. године.
| Група             | 2000.       | 2010.       |
| Белци             | 43 (100,0%) | 18 (100,0%) |
| Афроамериканци    | 0 (0,0%)    | 0 (0,0%)    |
| Азијати           | 0 (0,0%)    | 0 (0,0%)    |
| Хиспаноамериканци | 0 (0,0%)    | 0 (0,0%)    |
| Укупно            | 43          | 18          |